# Anchon
Anchon är ett släkte av insekter. Anchon ingår i familjen hornstritar.

## Dottertaxa tillAnchon, i alfabetisk ordning[1]
- Anchon agnatum
- Anchon aquilum
- Anchon argutum
- Anchon aureomaculatus
- Anchon bilineatus
- Anchon boneti
- Anchon brevicornis
- Anchon brevis
- Anchon brunneum
- Anchon cornulatum
- Anchon decoratum
- Anchon dilaticornis
- Anchon dirce
- Anchon dukei
- Anchon echinatum
- Anchon erici
- Anchon flavipes
- Anchon gracilis
- Anchon gunni
- Anchon honoratus
- Anchon imperator
- Anchon laudatum
- Anchon limbatum
- Anchon lineatum
- Anchon malakandensis
- Anchon manifestum
- Anchon minor
- Anchon nodicornis
- Anchon nodosus
- Anchon pilosus
- Anchon poensis
- Anchon pontifex
- Anchon proximus
- Anchon rectangulatus
- Anchon regalis
- Anchon regina
- Anchon remigium
- Anchon rusticanum
- Anchon senegalensis
- Anchon speciosum
- Anchon tribulis
- Anchon ulniforme
- Anchon vicinus
- Anchon vietnamensis
- Anchon ximenes
- Anchon yunnanensis